# Софіївка (Берестинський район)
Софі́ївка —  село в Україні, у Берестинському районі Харківської області. Населення становить 202 осіб. Орган місцевого самоврядування — Рояківська сільська рада.

## Географія
Село Софіївка знаходиться біля витоків річки Вошивенька, нижче за течією примикає село Роздолля, на відстані 2,5 км розташовані села Дальнє і Гутирівка. На відстані 2,5 км розташована жележнодорожная станція Шляховий.

## Історія
- 1771 - дата заснування.

## Економіка
- Молочно-товарна ферма.
- «Софіївка», сільськогосподарське ПП.

## Об'єкти соціальної сфери
- Школа.